# Ropica ngauchilae
Ropica ngauchilae är en skalbaggsart som beskrevs av J. Linsley Gressitt 1940. Ropica ngauchilae ingår i släktet Ropica och familjen långhorningar. Inga underarter finns listade i Catalogue of Life.